# Battaglia di Famaillá
La battaglia di Famaillá o di Monte Grande, avvenuta il 19 settembre 1841 nell'ambito delle guerre civili argentine, fu uno scontro bellico verificatosi nei pressi di Famaillá, nella provincia di Tucumán (Argentina), tra l'esercito unitario di Juan Lavalle e un esercito federale, alla cui guida era stato posto il generale uruguaiano Manuel Oribe.
La battaglia segnò la definitiva sconfitta della lunga campagna militare dell'esercito unitario di Juan Lavalle nell'interno dell'Argentina e rappresentò un'importantissima vittoria da parte dei federales, che videro in tal modo rafforzarsi il sistema politico di tipo federalista che si era instaurato nel Paese dopo la battaglia di Cepeda e difeso a Buenos Aires da Juan Manuel de Rosas.

## Antefatto
Dopo aver fallito l'occupazione di Buenos Aires ed essere stato duramente sconfitto il 28 novembre 1840 nella battaglia di Quebracho Herrado, Juan Lavalle aveva cominciato, al comando di un migliaio di sopravvissuti, a ritirarsi verso nord, incalzato da Oribe, entrando nella provincia di Córdoba per passare presto a quella di Tucumán, dove intendeva ricongiungersi alle forze del generale Gregorio Aráoz de Lamadrid. Nel frattempo inviò a Mendoza una consistente divisione al comando del colonnello Villela per appoggiare una sollevazione di carattere unitario in quella città; la colonna fu tuttavia sorpresa e sbaragliata l'8 gennaio 1841 da una divisione nemica affidata da Oribe al generale Ángel Pacheco.
La fine del blocco navale francese intanto permise a Rosas di spedire rinforzi militari in qualunque punto del Paese; l'esercito unitario, invece, dopo l'episodio di San Cala, era ridotto a una serie di piccole divisioni costrette ad operare in modo separato sotto la minaccia di un nemico numericamente preponderante. Nelle circostanze in cui si trovò, a Lavalle non rimase che cercare di fomentare una serie di rivolte nelle province dell'interno, sfruttando il proprio prestigio; si diresse così a Catamarca, dove reincorporò i resti della divisione di Villela, per passare in seguito a La Rioja, con lo scopo di attirarvi anche Oribe e Pacheco e dare così il tempo a Lamadrid di approntare un nuovo esercito a Tucumán.
Lavalle si impegnò in una guerriglia nel territorio della provincia, evitando scontri diretti con forze numericamente superiori. Circondato alla fine da tre diverse spedizioni militari, guidate da Oribe, Pacheco e Aldao, si dovette alla fine ritirare verso Tucumán. Dalla provincia era già partito Lamadrid al comando di 3 000 uomini intenzionato a sollevare Cuyo.
Dopo l'allontanamento di Lamadrid si era dissolta una divisione di reclute che il delegato lasciato dal governatore, Marco Avellaneda, aveva tentato di formare; nella vicina Salta, inoltre, si era sollevata un'altra divisione posta a difesa del territorio. Arrivato a Tucumán, Lavalle tentò di passare a Salta ad organizzare nuove truppe, ma Oribe non gli diede il tempo: dopo aver mandato Pacheco ad intercettare Lamadrid il generale uruguaiano si era gettato all'inseguimento di Lavalle, deciso a sconfiggerlo definitivamente. Lavalle e Avellaneda tornarono verso sud quando il loro avversario aveva già occupato a sua volta Tucumán.

## La battaglia

Percorso della spedizione militare di Juan Lavalle dal 1839 al 1841.

Pur avendone avuto l'opportunità, Oribe non attaccò subito l'avversario, attendendo che il generale Eugenio Garzón lo raggiungesse con un migliaio di uomini di fanteria; Lavalle non ne approfittò, pur essendo al corrente della situazione del nemico.
Aggirando la capitale provinciale, Lavalle attraversò il 18 settembre il fiume Famaillá poco più a monte dell'accampamento di Oribe e la mattina seguente occupò la pianura compresa tra il fiume e i boschi di Monte Grande, disponendo le sue truppe in formazione di battaglia alle spalle del nemico. Oribe destinò alla destra del suo schieramento i suoi migliori reparti di cavalleria, al centro la fanteria di Buenos Aires con tre pezzi di artiglieria e sulla destra la cavalleria proveniente da Santa Fe e da Santiago del Estero. Lavalle pose la sua migliore cavalleria sull'ala sinistra, la sparuta fanteria al centro e a destra la cavalleria proveniente da Tucumán. Data la composizione dello schieramento, fu subito ovvio ai due generali che lo scontro si sarebbe risolto tra l'ala sinistra unitaria e la destra federale.
Il cedimento dello squadrone Libertador, composto da unitarios di Buenos Aires, permise alla destra liberale di circondare la sinistra nemica; Lavalle si gettò personalmente alla carica, ma la cavalleria veterana fu dispersa dal nemico. Nel frattempo si era sbandata anche l'ala destra unitaria, lasciando campo aperto all'ala sinistra federale per sbaragliare la fanteria nemica e catturare i pezzi d'artiglieria. Il comandante dell'esercito unitario unitario scampò a stento alla cattura e riuscì ad allontanarsi con soli 500 uomini.

## Conseguenze
Avellaneda fuggì verso nord, ma tradito da un suo ufficiale fu consegnato ad Oribe, che lo fece fucilare. Lavalle continuò a fuggire con uno sparuto numero di sopravvissuti, inseguito da Oribe; l'8 ottobre arrivò a San Salvador de Jujuy, dove decise di passare la notte. Fu trovato senza vita il mattino successivo, in circostanze che non furono mai del tutto chiarite; la morte fu attribuita ufficialmente al colpo di una pattuglia d'avanguardia federale passato attraverso la serratura di una porta.
Pochi giorni dopo la battaglia di Famaillá, il 24 settembre anche Lamadrid fu duramente sconfitto da Pacheco nella battaglia di Rodeo del Medio, costringendo i sopravvissuti ad una drammatica fuga in Cile attraverso le Ande, nella quale la metà di loro morì di freddo.
Le battaglie di Famaillá e di Rodeo del Medio sancirono la definitiva sconfitta degli unitarios in Argentina e assicurarono per altri dieci anni il potere al sistema politico federale che trovò in Rosas il suo strenuo difensore.